# Hattenhofen (Bavière)
Pour les articles homonymes, voir Hattenhofen.
Hattenhofen est une commune de Bavière (Allemagne), située dans l'arrondissement de Fürstenfeldbruck, dans le district de Haute-Bavière.